# Poza de la Sal
Poza de la Sal è un comune spagnolo di 303 abitanti situato nella comunità autonoma di Castiglia e León.

## Località
Il comune comprende le seguenti località:
- Poza de la Sal (capoluogo)
- Castil de Lences
- Lences de Bureba